# Anna Dorothea af Slesvig-Holsten-Gottorp
Anna Dorothea af Slesvig-Holsten-Gottorp (født 13. februar 1640 på Gottorp Slot, død 13. maj 1713 på Gottorp Slot) var en dansk-tysk prinsesse, der kortvarigt var abbedisse i Quedlinburg fra 1683 til 1684. Hun var datter af hertug Frederik 3. af Slesvig-Holsten-Gottorp og Marie Elisabeth af Sachsen.